# Anagyrus albatus
Anagyrus albatus är en stekelart som beskrevs av Svetlana N. Myartseva 1982. Anagyrus albatus ingår i släktet Anagyrus och familjen sköldlussteklar.
Artens utbredningsområde är Mongoliet. Inga underarter finns listade i Catalogue of Life.